# 蚌埠公交133路

蚌埠公交133路，是中国安徽省蚌埠市的一条公交线路，由客运南站开往大庆路桥首末站，由蚌埠市公共交通集团有限公司管理、运营。

## 历史

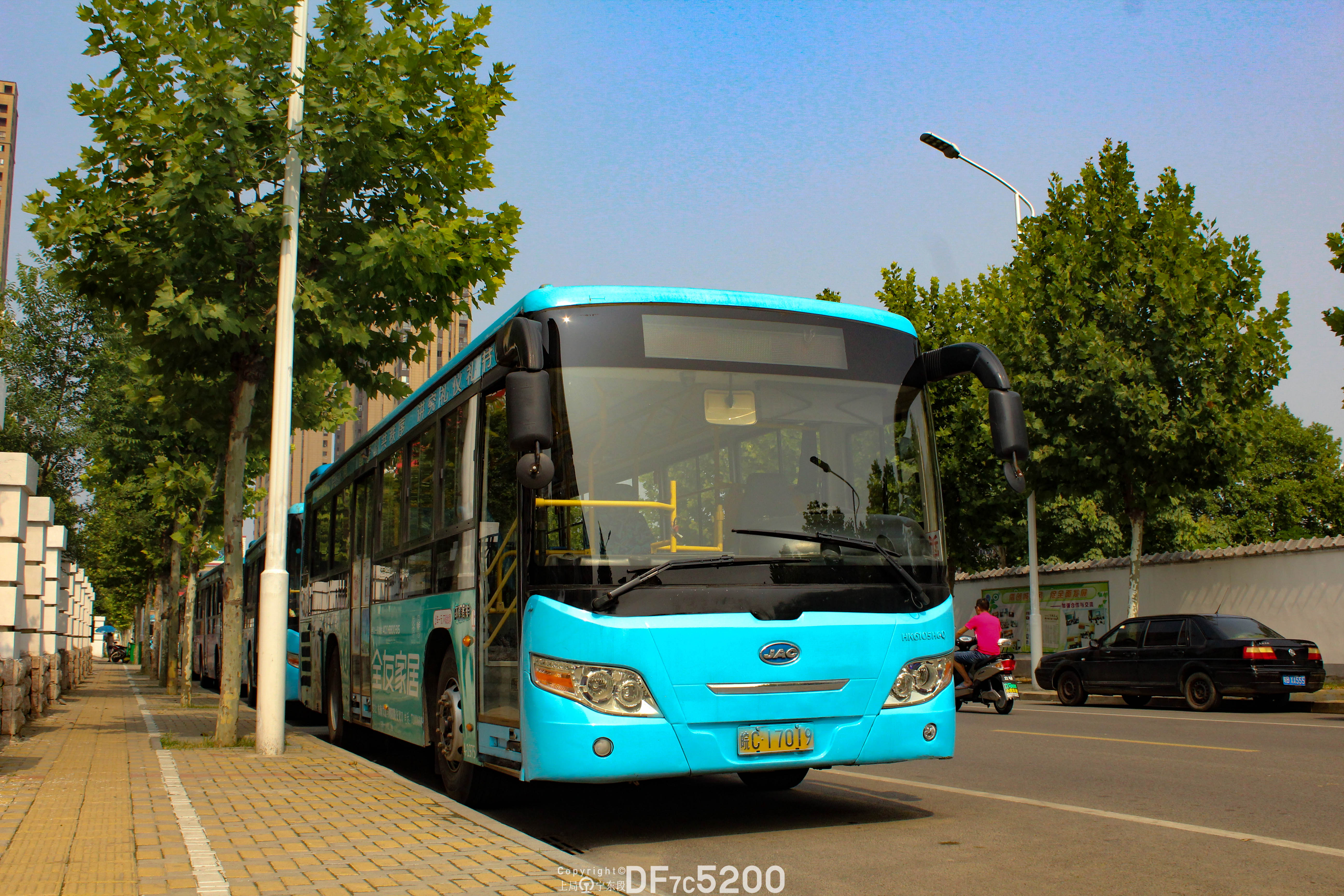
133路曾经使用的江淮HK6105HGQ
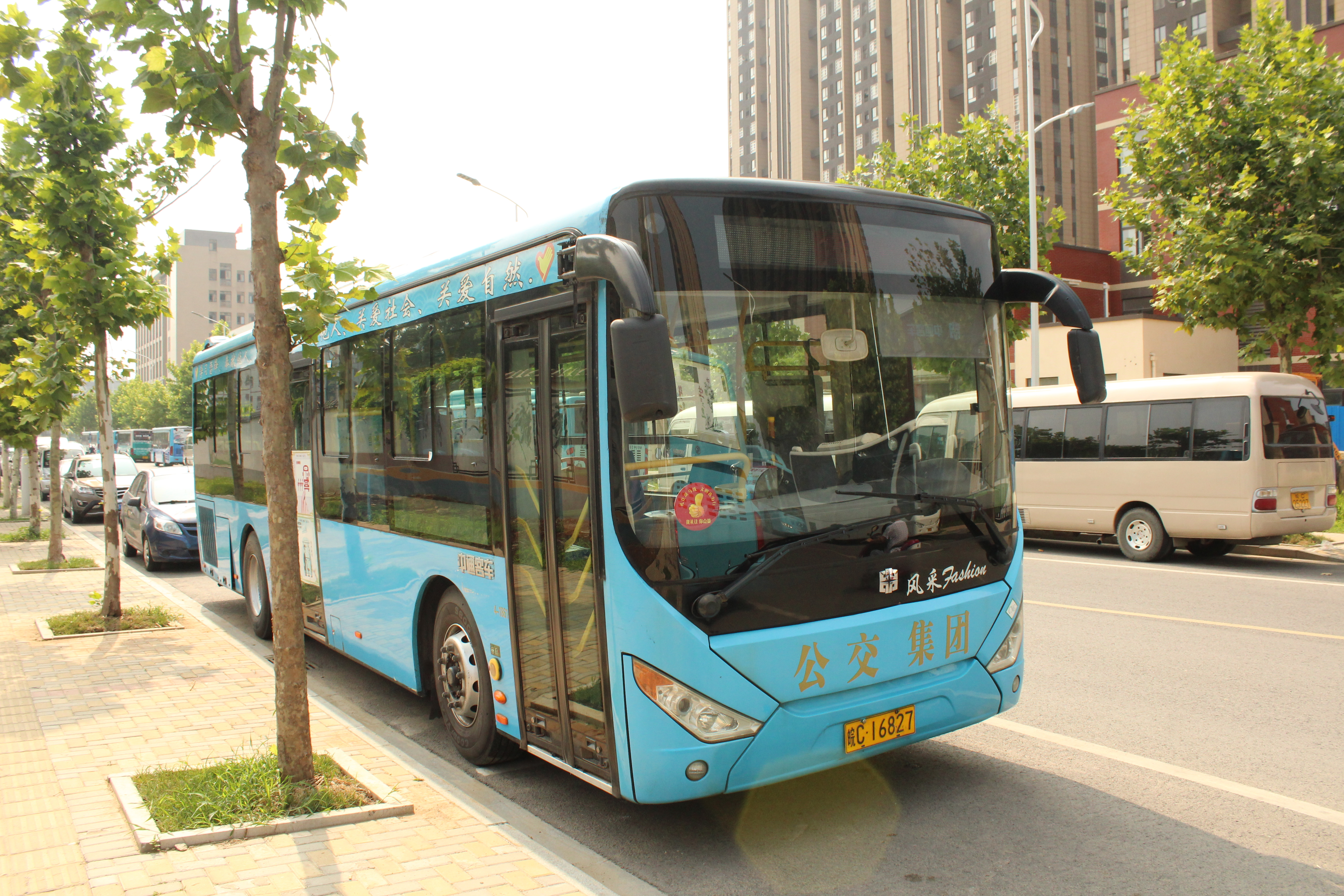
133路曾经使用的中通LCK6103GC
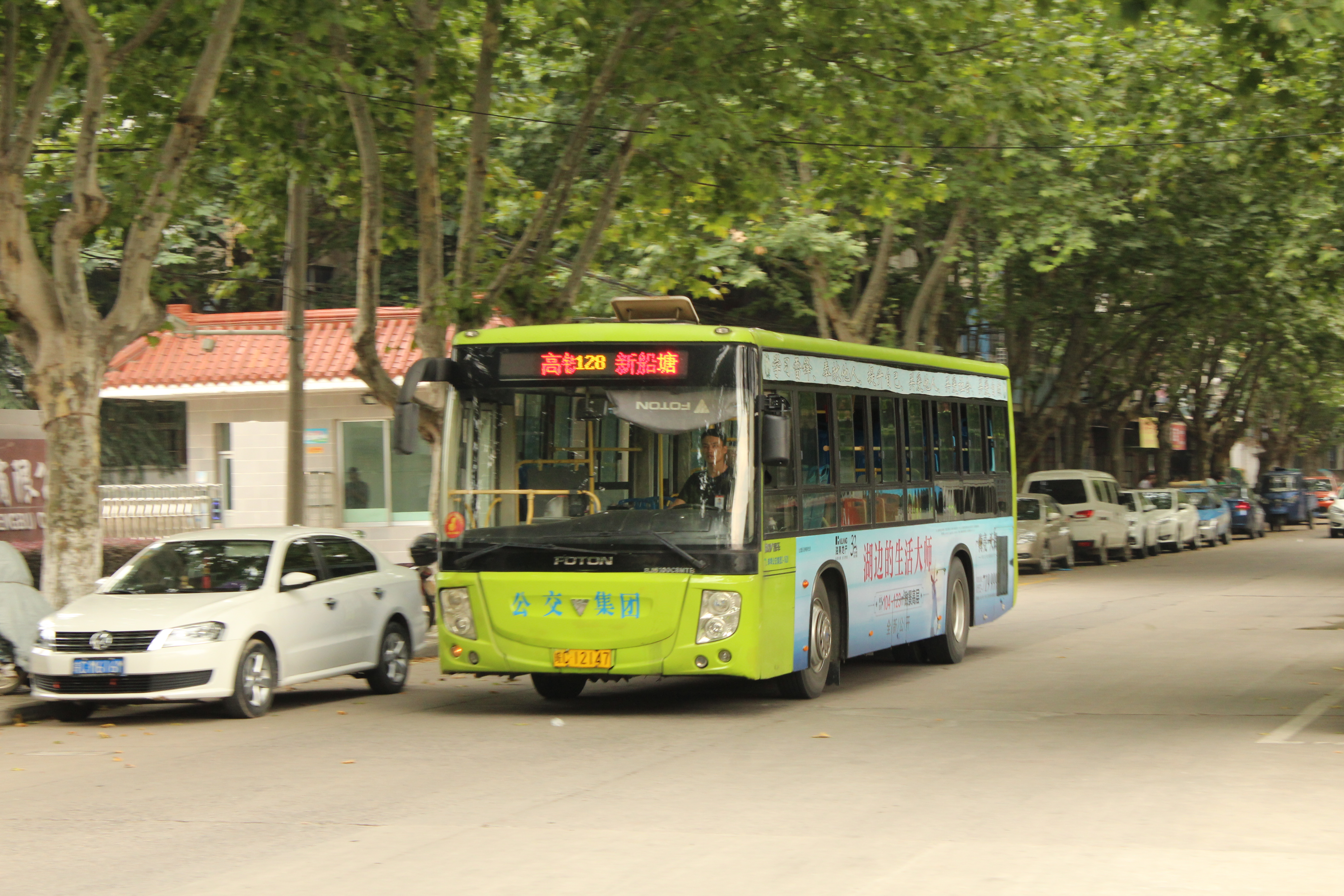
133路曾经使用的福田BJ6100C8MTB
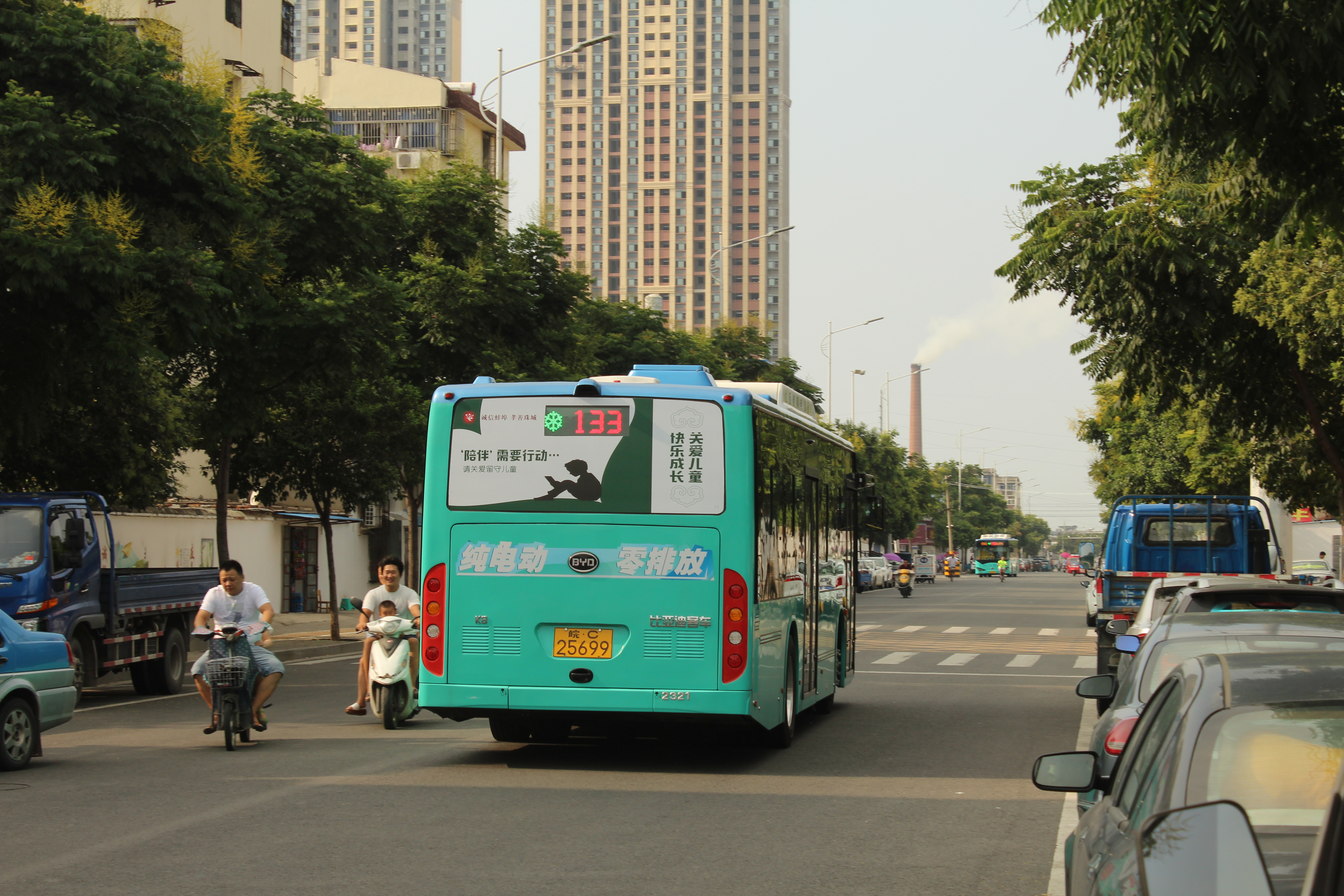
133路现在使用的比亚迪K8A型纯电动客车

- 2014年9月19日，蚌埠市再添一条跨河公交线，133路线是途经大庆路淮河公路桥的首条城区公交线路。133路线从大庆路桥南始发，跨河后经淮上工业园等区域，终到大庆北路公交首末站，消除了该区域的通达盲区，城市西片区居民跨河需要绕行的烦恼得到解决。该线首班车时间为06：40，末班车时间为19：00。线路全长5.2公里，班线发车间隔在20分钟左右。具体走向为：大庆路桥公交首末站—龙华路—特步大道—大庆路桥—大庆路桥南。沿途设置大庆路桥首末站、安徽力达、大庆北路·淮上大道、大庆路桥北、大庆路桥南等5个公交站点。[4][5]
- 2015年8月16日起，因朝阳路与兴中路交叉口以西200米路段暂不具备公交车通行条件，因此，公交133路客运南站站点暂时取消。调整后，133路由大庆路桥北发车，运行至文锦路与兴中路交叉口返回，不再延伸运行至客运南站。[6][7][8]
- 2015年11月1日起，公交133路的终点站延伸到客运南站。由于兴中路的迎河桥至朝阳路路段道路通行条件得到改善，公交133路由文锦路·兴中路终点站延伸2公里，正式延伸至客运南站。公交133路线路延伸后，沿兴中路、朝阳路运行，沿途增设：信地潜龙湾站、十一中站、钓鱼台站、客运南站，全程共22个站点。其中，公交133路在十一中站和钓鱼台站与公交103、118、130路并站，在客运南站与公交109、110、130、136路并站。[9][10]

## 站点

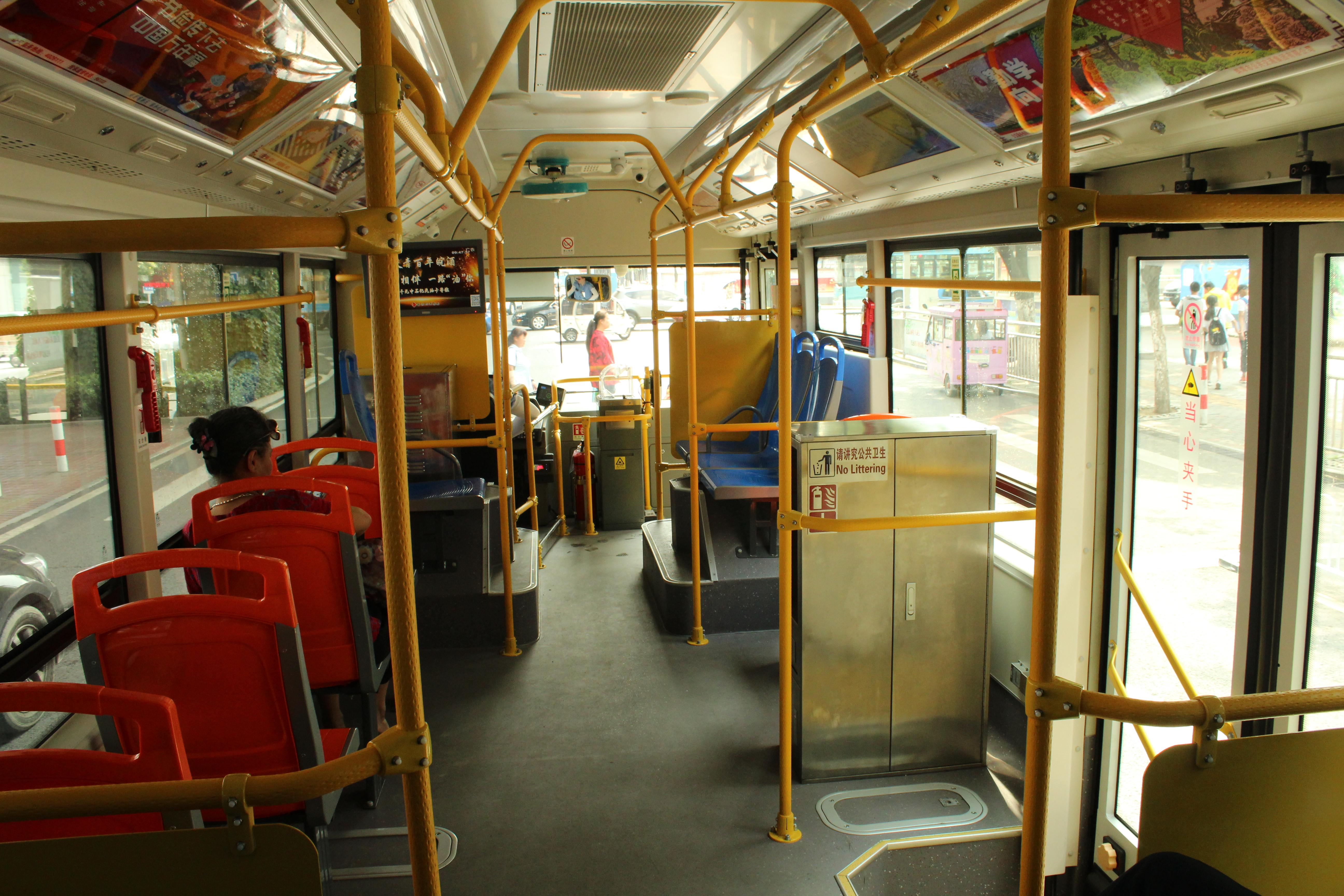
蚌埠公交133路比亚迪K8内饰

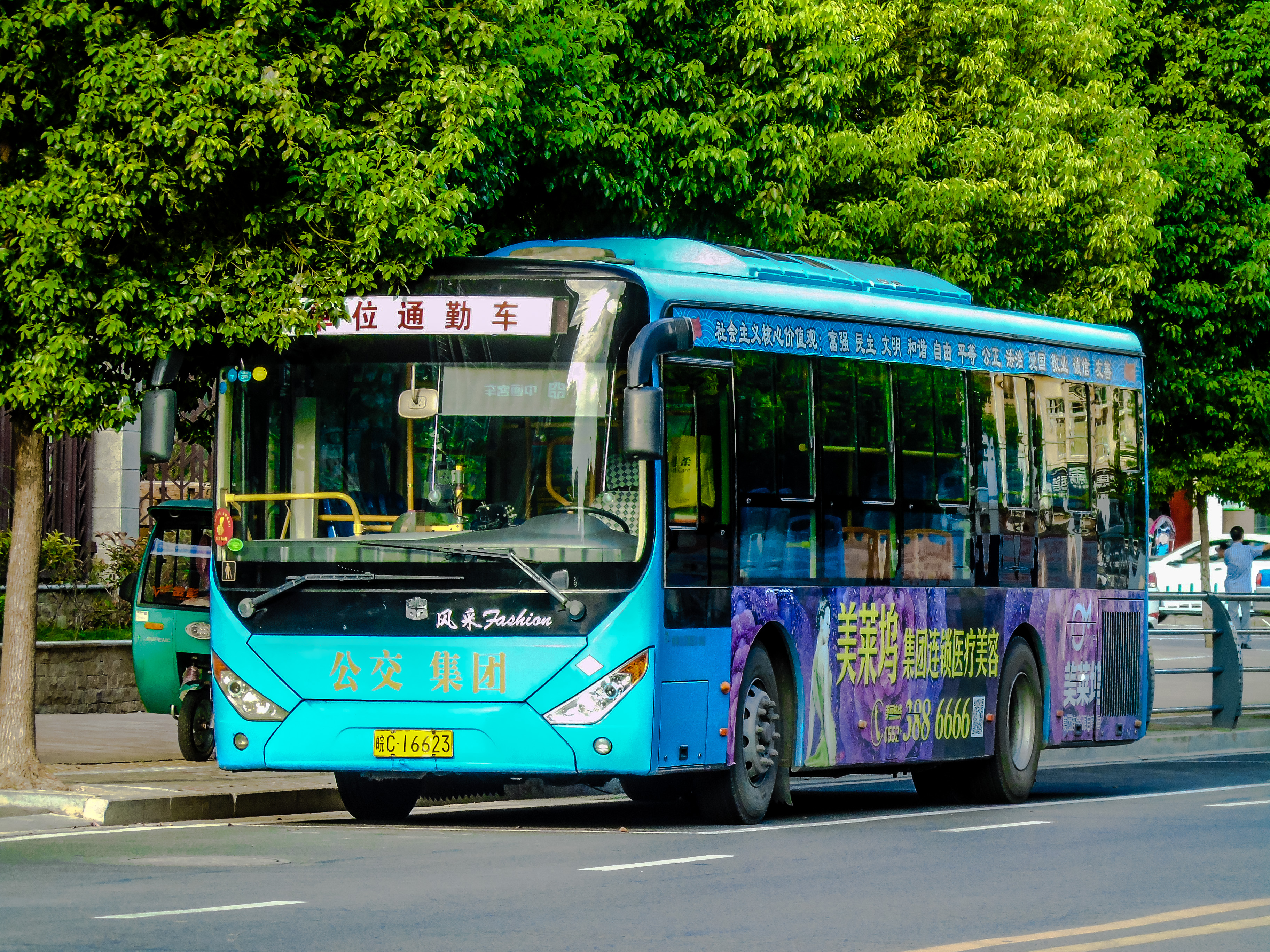
蚌埠公交133路退役车辆现为通勤车

### 途经站
- 往大庆路桥首末站 ： 客运南站 - 钓鱼台生活城 - 十一中 - 信地潜龙湾 - 文锦路·兴中路 - 文锦路·东海大道 - 东海大道·文锦路（单边） - 东海大道·张公山路（单边） - 锦江新天地 - 翡翠山庄 - 张公山新村 - 张公山三小 - 长乐路·华光大道（西） - 师范二附小 - 涂山路·长青北路 - 十二中 - 中粮大道·大庆三路 - 大庆路首末站 - 保税物流园（北） - 保税物流园北 - 意义环保 - 大庆路桥首末站
- 往客运南站 ： 大庆路桥首末站 - 意义环保 - 保税物流园北 - 保税物流园（北） - 大庆路首末站 - 中粮大道·大庆三路 - 十二中 - 涂山路·长青北路 - 师范二附小 - 长乐路·华光大道（西） - 张公山三小 - 张公山新村 - 翡翠山庄 - 锦江新天地 - 文锦路·东海大道 - 文锦路·兴中路 - 信地潜龙湾 - 十一中 - 钓鱼台生活城 - 客运南站[11]

### 换乘站
以下内容均统计自：蚌埠市公共交通集团有限公司营运线路一览表
- 客运南站 ： 109路 110路 118路 130路 136路 140路 156路 微3路 303路 215路
- 钓鱼台生活城 ： 103路 118路 130路 215路
- 十一中 ： 103路 118路 130路 215路
- 文锦路·兴中路 ： 120路
- 文锦路·东海大道 ： 120路
- 东海大道·文锦路 ： 120路 156路
- 东海大道·张公山路（单边） ： 120路 123路 138路 156路 209路
- 锦江新天地 ： 120路 156路
- 翡翠山庄 ： 120路 156路 中科电力专线
- 张公山路 ： 120路 中科电力专线
- 张公山新村 ： 104路 111路 116路 122路 139路 156路 中科电力专线
- 张公山三小 ： 122路 209路
- 长乐路·华光大道（西） ： 123路 139路
- 长乐路·友谊路 ： 123路
- 涂山路·长青北路 ： 102路 121路 150路 209路
- 十二中 ： 102路 121路 150路 209路
- 中粮大道·大庆三路 ： 102路 121路 150路
- 大庆路首末站 ： 102路 112路 121路 150路 211路
- 意义环保 ： 125路
- 大庆路桥首末站 ： 125路

## 票价
- 未持卡乘客普通车投币1元，空调车投币2元。
- 持普通电子钱包卡普通车0.9元/次，空调车1.8元/次。
- 持学生月票卡普通车0.18元/次，成人卡0.36元/次，空调车加1元。
- 持老人卡、拥军卡、爱心卡的乘客免费乘车。[12]

## 资料来源
1. ↑  .   [2017-08-20]. （原始内容存档于2017-08-02）.
2. ↑  .   [2017-08-20]. （原始内容存档于2017-08-01）.
3. ↑  .   [2017-08-20]. （原始内容存档于2017-08-07）.
4. ↑  蚌埠市再添一条跨河公交133路 首条城区线路
5. ↑  蚌埠市再添一条跨河公交线133路 沿途设置5个站点[永久]
6. ↑  蚌埠市133路公交车线路微调 不再延伸运行至客运南站[]
7. ↑  蚌埠市133路公交车线路微调[永久]
8. ↑  .   [2017-08-20]. （原始内容存档于2019-11-29）.
9. ↑  .   [2017-08-20]. （原始内容存档于2017-08-20）.
10. ↑  .   [2017-08-20]. （原始内容存档于2017-08-20）.
11. ↑  .   [2017-08-20]. （原始内容存档于2017-07-08）.
12. ↑  .   [2017-08-20]. （原始内容存档于2018-03-09）.